# THIS BOØWY
『THIS BOØWY』（ディス・ボウイ）は、日本のロックバンドであるBOØWYの2作目のベスト・アルバム。
1998年2月25日に東芝EMIのイーストワールドレーベルからリリースされた。BOØWYの解散から10年後にリリースされた作品であり、ベスト・アルバムとしては『“SINGLES”』（1988年）以来およそ10年ぶり、その他の作品も含めるとボックス・セット『BOØWY COMPLETE REQUIRED EDITION』（1993年）以来およそ5年ぶりのリリースとなった。
1988年の最終公演「“LAST GIGS”」からおよそ10年後に解散10周年作品としてリリースされた。前作『“SINGLES”』はシングルとしてリリースされた楽曲が収録されていたが、本作では東芝EMI所属となった3枚目のアルバム『BOØWY』（1985年）以降のアルバム収録曲も含めた選曲となっている。また、9曲目「IMAGE DOWN」のみライブ・アルバム『“GIGS” JUST A HERO TOUR 1986』（1986年）から収録されたライブ・バージョンとなっている。
本作はオリコンアルバムチャートにおいて初登場第1位を獲得、売り上げ枚数は1999年時点において145.8万枚でミリオンセラーとなり、累計では217万枚を売り上げBOØWYのアルバムの中で最大の売り上げを記録、日本レコード協会からクワドラプル・プラチナ認定を受けている。

## 構成
レコード会社移籍により東芝EMI所属となった3枚目のアルバム『BOØWY』（1985年）以降の楽曲を収録しているが、収録曲の内「IMAGE DOWN」のみライブ・バージョンとなっている。所属レコード会社が異なっていた1枚目のアルバム『MORAL』（1982年）および2枚目のアルバム『INSTANT LOVE』（1983年）の音源は収録されていない。収録曲である全20曲はデジタル・リマスタリングされている。収録曲は東芝EMI所属時代の全シングル曲およびアルバム『BOØWY』から6枚目のアルバム『PSYCHOPATH』（1987年）の収録曲をほぼリリース順に並べており、未発表音源やレアトラックなどは収録されていない。
シングルおよびカップリング曲としてリリースされた楽曲の内、「NO. NEW YORK」「季節が君だけを変える」「CLOUDY HEART」の3曲はシングル・バージョンでの収録となり、「BAD FEELING」「MARIONETTE」はアルバム・バージョンでの収録となっている。アルバムごとの選曲は『BOØWY』から4曲、『JUST A HERO』（1986年）から3曲、『“GIGS” JUST A HERO TOUR 1986』（1986年）から1曲、『BEAT EMOTION』（1986年）から5曲、『PSYCHOPATH』から5曲となっている。

## リリース、プロモーション、チャート成績
本作は1998年2月25日に東芝EMIのイーストワールドレーベルからCDにてリリースされた。初回限定盤は紙ジャケット仕様となっている。リリース前年となる1997年12月24日の深夜に放送されたフジテレビ系バラエティ番組『明石家サンタの史上最大のクリスマスプレゼントショー'97』（1990年 - ）において、本作のリリース告知となる30秒CMがクリスマス・メッセージと共に放送された。当日は同バンドが1987年12月24日に渋谷公会堂で解散宣言を行った日から丁度10年目を迎えた日でもあり、また同番組では『THIS BOØWY』というタイトルの告知のみで詳細は一切明かされていなかった。その後本作のリリースにあたり収録曲の「MEMORY」を使用したミュージック・ビデオが制作されたほか、NHK衛星第2テレビジョンの特別番組『『BOØWY Anthology～幻のGIGが今よみがえる～』において当時のマネージャーやスタッフのインタビューが放送されるなどのプロモーション展開が行われた。
本作はオリコンアルバムチャートにて初登場第1位、登場週数27回で、売り上げ枚数は145.8万枚とミリオンセラーを達成した。大々的な宣伝が行われた結果、売り上げ枚数は累計で217万枚となり、BOØWYのアルバムの中で最大の売り上げ枚数となった。想定以上に売れたため、発売翌週には売り切れるCDショップが続出した。後に本作の拡大版という位置付けとなるベスト・アルバム『THIS BOØWY DRASTIC』（2007年）および『THIS BOØWY DRAMATIC』（2007年）が2作同時にリリースされた。2017年6月28日には35周年を記念して本作の紙ジャケット盤が限定復刻された。

## 批評
| 専門評論家によるレビュー      | 専門評論家によるレビュー |
| レビュー・スコア              | レビュー・スコア         |
| 出典                          | 評価                     |
| ----------------------------- | ------------------------ |
| CDジャーナル                  | 肯定的                   |
| 音楽誌が書かないJポップ批評43 | 肯定的                   |

本作の収録曲に対して批評家たちからは肯定的な意見が挙げられている。音楽情報サイト『CDジャーナル』では、BOØWYが当時躍進していたヴィジュアル系バンドの音楽的ルーツであると主張、また本作には有名ではない楽曲も収録されていると指摘した上で、熱心なファンではなかったレビュアーがほぼすべての楽曲を既知であったことから、「このバンドの浸透力とポップさを再認識させられました」と評価している。また、BOØWYが日本のバンドイメージを塗り替えた80年代を代表するバンドであると主張した上で、「彼らのエッセンスが詰まった、まさにバイブル的な内容」と評価したほか、最終公演となった「“LAST GIGS”」に近い選曲であることから「バンドの歴史に忠実なベスト盤といえる」とも評価している。音楽誌『音楽誌が書かないJポップ批評43 21世紀のBOØWY伝説』において社会学者の永井純一は、BOØWY解散から10年間にわたり唯一のベスト・アルバムであった『“SINGLES”』の収録曲が1曲を除きすべて収録されているため同作よりもお得であると推薦したほか、代表曲のほぼすべてが収録されていることから「入門編にもってこいの1枚」であると肯定的に評価している。しかし、3枚目のアルバム以降の楽曲のみ収録されていることから永井は本作も万能ではないと主張し、「熱心なファンはもの足りない印象を受けるかもしれない」と苦言を呈している。

## 収録曲
- CDブックレットに記載されたクレジットを参照[10]。

| #         | タイトル                           | 作詞               | 作曲      | 編曲                 | 時間  |
| --------- | ---------------------------------- | ------------------ | --------- | -------------------- | ----- |
| 1.        | 「DREAMIN'」                       | 布袋寅泰、松井五郎 | 布袋寅泰  | 布袋寅泰             | 4:05  |
| 2.        | 「ホンキー・トンキー・クレイジー」 | BOØWY              | BOØWY     | 布袋寅泰、佐久間正英 | 3:33  |
| 3.        | 「BAD FEELING」                    | 氷室京介、高橋信   | 布袋寅泰  | 布袋寅泰             | 4:28  |
| 4.        | 「ハイウェイに乗る前に」           | 氷室京介、松井五郎 | 氷室京介  | 布袋寅泰             | 3:42  |
| 5.        | 「NO. NEW YORK」                   | 深沢和明           | 布袋寅泰  | 布袋寅泰             | 4:15  |
| 6.        | 「ROUGE OF GRAY」                  | 氷室京介           | 布袋寅泰  | 布袋寅泰             | 2:49  |
| 7.        | 「わがままジュリエット」           | 氷室京介           | 氷室京介  | 布袋寅泰             | 4:33  |
| 8.        | 「JUSTY」                          | 氷室京介           | 布袋寅泰  | 布袋寅泰             | 3:53  |
| 9.        | 「IMAGE DOWN (LIVE)」              | 氷室京介           | 布袋寅泰  | 布袋寅泰             | 3:48  |
| 10.       | 「B・BLUE」                        | 氷室京介           | 布袋寅泰  | 布袋寅泰             | 3:56  |
| 11.       | 「ONLY YOU」                       | 氷室京介           | 布袋寅泰  | 布袋寅泰             | 4:10  |
| 12.       | 「BEAT SWEET」                     | 氷室京介           | 布袋寅泰  | 布袋寅泰             | 3:21  |
| 13.       | 「WORKING MAN」                    | 松井恒松           | 布袋寅泰  | 布袋寅泰             | 2:43  |
| 14.       | 「DRAMATIC? DRASTIC!」             | 高橋まこと         | 布袋寅泰  | 布袋寅泰             | 4:16  |
| 15.       | 「LONGER THAN FOREVER」            | 氷室京介           | 布袋寅泰  | 布袋寅泰             | 4:08  |
| 16.       | 「MARIONETTE」                     | 氷室京介           | 布袋寅泰  | 布袋寅泰             | 3:49  |
| 17.       | 「PLASTIC BOMB」                   | 氷室京介           | 布袋寅泰  | 布袋寅泰             | 2:31  |
| 18.       | 「MEMORY」                         | 氷室京介           | 布袋寅泰  | 布袋寅泰             | 4:25  |
| 19.       | 「季節が君だけを変える」           | 氷室京介           | 布袋寅泰  | 布袋寅泰             | 4:07  |
| 20.       | 「CLOUDY HEART」                   | 氷室京介           | 氷室京介  | 布袋寅泰             | 4:26  |
| 合計時間: | 合計時間:                          | 合計時間:          | 合計時間: | 合計時間:            | 76:58 |

## スタッフ・クレジット
- CDブックレットに記載されたクレジットを参照[11]。

### BOØWY
- 氷室京介 – ボーカル
- 布袋寅泰 – ギター、コーラス
- 松井恒松 – ベース
- 高橋まこと – ドラムス

### 制作スタッフ
- 糟谷銑司 (IRc2 CORPORATION) – "THIS BOØWY"スタッフ
- 土屋浩 (GYM the MANAGE) – "THIS BOØWY"スタッフ
- 関口“ワンワン”光信 (TOY BOX PUBLISHERS) – "THIS BOØWY"スタッフ
- 鈴木“ソンビ”祥紀 (GYM the MANAGE) – "THIS BOØWY"スタッフ
- 子安次郎 (BBP) – "THIS BOØWY"スタッフ
- 三宅彰 (BBP) – "THIS BOØWY"スタッフ
- 鶴田正人 (BBP) – "THIS BOØWY"スタッフ
- 小澤啓二 (BBP) – "THIS BOØWY"スタッフ
- 西川直幸 (BBP) – "THIS BOØWY"スタッフ
- 竹内康博 (BBP) – "THIS BOØWY"スタッフ
- 江森みちる (BBP) – "THIS BOØWY"スタッフ
- 阿部哲也 (BBP) - "THIS BOØWY"スタッフ
- 渋谷高行（ユイ・ミュージック・パブリッシャーズ） – "THIS BOØWY"スタッフ
- 宮野真一（ユイ・ミュージック・パブリッシャーズ） – "THIS BOØWY"スタッフ
- BBP – プロモーション

### 美術スタッフ
- 加藤正憲 – 写真撮影
- 三浦麻旅子 – 写真撮影
- 桑本正士 – 写真撮影
- カッツ三宅 – ロゴマーク・デザイン
- BORNEO ORANG-OUTANGS – アート・ディレクション
- いちげたかゆき (BORNEO ORANG-OUTANGS) – デザイン
- なるはしまさと (BORNEO ORANG-OUTANGS) – デザイン
- BUN SADAKA (C60PROJECT) with 3D STUDIO MAX2 – CG

## チャート、認定
| チャート         | 最高順位 | 登場週数 | 売上数    | 規格 | 出典  |
| ---------------- | -------- | -------- | --------- | ---- | ----- |
| 日本（オリコン） | 1位      | 27回     | 145.8万枚 | CD   | [ 2 ] |

| 国/地域 | 認定組織         | 日付      | 認定                   | 売上数     | 出典   |
| ------- | ---------------- | --------- | ---------------------- | ---------- | ------ |
| 日本    | 日本レコード協会 | 1998年3月 | トリプル・プラチナ     | 1,200,000+ | [ 12 ] |
| 日本    | 日本レコード協会 | 1998年4月 | クワドラプル・プラチナ | 1,600,000+ | [ 3 ]  |

## リリース日一覧
| No. | リリース日    | レーベル                  | 規格         | 規格品番   | 備考                         | 出典          |
| --- | ------------- | ------------------------- | ------------ | ---------- | ---------------------------- | ------------- |
| 1   | 1998年2月25日 | 東芝EMI／イーストワールド | CD           | TOCT-10190 | 初回限定盤は紙ジャケット仕様 | [ 8 ] [ 5 ]   |
| 2   | 2016年9月5日  | ユニバーサルミュージック  | AAC-LC       | -          | デジタル・ダウンロード       | [ 13 ]        |
| 3   | 2016年9月5日  | ユニバーサルミュージック  | ロスレスFLAC | -          | デジタル・ダウンロード       | [ 14 ]        |
| 4   | 2017年6月28日 | ユニバーサルミュージック  | CD           | UPCY-9688  | 紙ジャケット仕様の限定復刻盤 | [ 15 ] [ 16 ] |